# Cryptotis perijensis
Cryptotis perijensis és una espècie d'eulipotifle de la família de les musaranyes. Viu a l'est de Colòmbia i l'oest de Veneçuela. Es tracta d'una espècie de Cryptotis de mida mitjana. Té una llargada de cap a gropa de 68 mm i una cua de 36 mm. El seu pelatge és de color gris. El seu nom específic, perijensis, significa ‘del Perijá’ en llatí.